# Esoterismo occidental

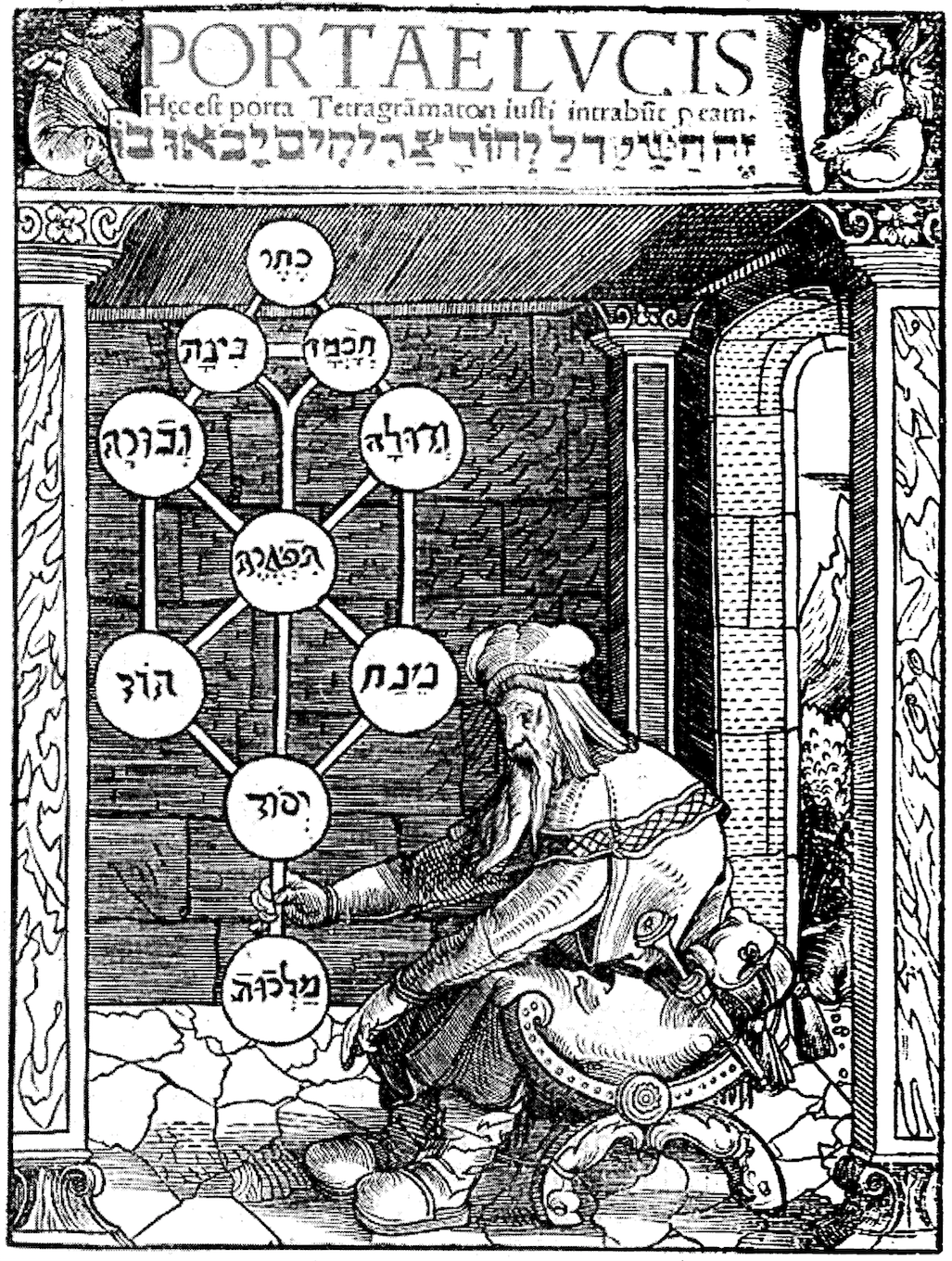
El árbol de la vida según la cábala, que contiene las sefirot.

El esoterismo occidental, también conocido como tradición mistérica occidental, es un amplio conjunto de ideas y movimientos, débilmente relacionados entre sí, que se desarrollaron dentro de la sociedad occidental. Estas ideas y corrientes están unidas por ser en gran medida distintas tanto de la religión abrahámica ortodoxa como del racionalismo de la Ilustración. Ha influido o contribuido a diversas formas de filosofía occidental, misticismo, religión, ciencia, pseudociencia, arte, literatura y música.
La idea de agrupar una amplia gama de tradiciones y filosofías occidentales bajo el término esoterismo se desarrolló en la Europa del siglo XVII. Varios académicos han debatido numerosas definiciones de esoterismo occidental. Una visión adopta una definición procedente de ciertas escuelas esoteristas, que tratan el «esoterismo» como una tradición interior perenne escondida. Una segunda perspectiva ve el esoterismo como una categoría de movimientos que abrazan una cosmovisión «encantada» frente al creciente desencantamiento. Una tercera entiende el esoterismo occidental como el conjunto del «conocimiento rechazado» de la cultura occidental, no aceptado ni por el estamento científico ni por las autoridades religiosas ortodoxas.
Las tradiciones más antiguas del esoterismo occidental surgieron en el Mediterráneo oriental durante la Antigüedad tardía, donde el hermetismo, el gnosticismo y el neoplatonismo se desarrollaron como escuelas de pensamiento distintas de lo que se convirtió en el cristianismo dominante. En la Europa del Renacimiento aumentó el interés por muchas de estas ideas antiguas; varios intelectuales combinaron filosofías paganas con la Cábala y la filosofía cristiana, lo que dio lugar al surgimiento de movimientos esotéricos como la Cábala cristiana y la teosofía cristiana. Durante el siglo XVII se desarrollaron sociedades iniciáticas que profesaban conocimientos esotéricos como el rosacrucianismo y la masonería, mientras que la Ilustración del siglo XVIII condujo al desarrollo de nuevas formas de pensamiento esotérico. Durante el siglo XIX aparecieron nuevas corrientes ahora conocidas como ocultismo. Grupos destacados de este siglo incluyeron la Societas Rosicruciana in Anglia, la Sociedad Teosófica y la Orden Hermética de la Aurora Dorada. También es importante la «ciencia espiritual» de Martinus Thomsen. El neopaganismo se desarrolló dentro del ocultismo e incluye movimientos religiosos como la wicca. Las ideas esotéricas impregnaron la contracultura de la década de 1960 y tendencias culturales posteriores, lo que condujo al fenómeno de la Nueva Era en la década de 1970.
La idea de que estos movimientos dispares podían clasificarse como «esoterismo occidental» se formuló a finales del siglo XVIII, pero estas corrientes fueron en gran medida ignoradas como objeto de investigación académica. El estudio académico del esoterismo occidental solo emergió a finales del siglo XX, impulsado por estudiosos como Frances Yates y Antoine Faivre.

## Etimología
El concepto de «esotérico» se originó en el siglo II con la acuñación del adjetivo en griego antiguo ἐσωτερικός (esôterikós, «perteneciente a un círculo interior»); el ejemplo más antiguo conocido de la palabra apareció en una sátira de Luciano (c. 125 – después de 180).
En los siglos XV y XVI eran comunes en el discurso erudito sobre la filosofía antigua las diferenciaciones en latín entre exotericus y esotericus (junto con internus y externus). Las categorías doctrina vulgaris y doctrina arcana se encuentran entre los platónicos de Cambridge. Quizás por primera vez en inglés, Thomas Stanley, entre 1655 y 1660, se refirió al exoterick y esoterick pitagóricos. John Toland afirmaría en 1720 que la «distinción esotérica» era un fenómeno universal, presente tanto en Occidente como en Oriente. En cuanto al sustantivo «esoterismo», probablemente la primera mención en alemán de Esoterismus apareció en 1779 en una obra de Johann Georg Hamann, y el uso de Esoterik en 1790 por Johann Gottfried Eichhorn. Pero la palabra esoterisch ya existía al menos desde 1731–1736, como se encuentra en las obras de Johann Jakob Brucker; este autor rechazó todo lo que hoy se caracteriza como un «corpus esotérico». En este contexto del siglo XVIII, estos términos se referían al pitagorismo o a la teúrgia neoplatónica, pero el concepto se sedimentó especialmente por dos corrientes de discursos: las especulaciones sobre las influencias de los egipcios en la filosofía y la religión antiguas, y sus asociaciones con discursos masónicos y otras sociedades secretas que afirmaban conservar tales secretos antiguos hasta la Ilustración; y la aparición de los estudios orientales, que desde el siglo XVII identificaron la presencia de misterios, secretos o «sabiduría antigua» esotérica en textos y prácticas persas, árabes, indias y del Lejano Oriente (véase también recepción occidental temprana del esoterismo oriental).
El sustantivo «esoterismo» (en francés «ésotérisme») apareció por primera vez en 1828 en la obra del historiador protestante del gnosticismo Jacques Matter (1791–1864), Histoire critique du gnosticisme (3 vols.).
El término «esoterismo» entró así en uso a la zaga de la Ilustración y de su crítica a la religión institucionalizada, durante la cual grupos religiosos alternativos como los rosacruces empezaron a distanciarse del cristianismo dominante en Europa occidental. Durante los siglos XIX y XX, los estudiosos vieron cada vez más el término «esoterismo» como algo distinto del cristianismo, como una subcultura enfrentada al cristianismo dominante al menos desde el Renacimiento. Tras su introducción por Jacques Matter en francés, el ocultista y mago ceremonial Éliphas Lévi (1810–1875) popularizó el término en la década de 1850. Lévi también introdujo el término l’occultisme, noción que desarrolló en el contexto de los discursos socialistas y católicos contemporáneos. «Esoterismo» y «ocultismo» se emplearon a menudo como sinónimos hasta que estudiosos posteriores distinguieron los conceptos.

### Uso filosófico
En el contexto de la filosofía de la Antigua Grecia, los términos «esotérico» y «exotérico» fueron usados a veces por los eruditos no para denotar secreto, sino para distinguir dos procedimientos de investigación y enseñanza: el primero reservado a enseñanzas desarrolladas «entre los muros» de la escuela filosófica, entre un círculo de pensadores («eso-», lo no visto, como en las clases internas de la institución), y el segundo referido a aquellas cuyas obras se difundían al público en discursos y publicaciones («exo-»: fuera). El significado inicial de esta última palabra está implícito cuando Aristóteles acuñó el término «discursos exotéricos» (ἐξωτερικοὶ λόγοι), quizá para referirse a los discursos que pronunciaba fuera de su escuela.
Sin embargo, Aristóteles nunca empleó el término «esotérico» y no hay evidencia de que tratara secretos especializados; existe un informe dudoso de Aulo Gelio, según el cual Aristóteles divulgaba por la tarde al público general los temas exotéricos de política, retórica y ética, mientras reservaba la mañana a los «akroatika» (acroamáticos), aludiendo a la filosofía natural y la lógica, enseñadas durante un paseo con sus alumnos. Además, el término «exotérico» para Aristóteles podría haber tenido otro significado, refiriéndose hipotéticamente a una realidad extracósmica, ta exo, superior y más allá del Cielo, que requería abstracción y lógica. Esta realidad contrastaba con lo que llamaba enkyklioi logoi, un conocimiento «desde dentro del círculo», relativo a la física intracósmica que rodea la vida cotidiana. Hay, sin embargo, un informe de Estrabón y Plutarco según el cual los textos escolares del Liceo se difundían internamente, su publicación era más controlada que la de los exotéricos, y estos textos «esotéricos» se redescubrieron y compilaron solo con los esfuerzos de Andrónico de Rodas.
Se sostiene que Platón habría transmitido oralmente enseñanzas intramuros a sus discípulos, cuyo supuesto contenido «esotérico» sobre los Primeros Principios es destacado en particular por la escuela de Tubinga como distinto de las enseñanzas escritas aparentes en sus libros o conferencias públicas. Georg Wilhelm Friedrich Hegel comentó esta distinción en la hermenéutica moderna de Platón y Aristóteles:
Para expresar un objeto externo no se requiere mucho, pero para comunicar una idea debe estar presente una capacidad, y esto siempre permanece como algo esotérico, de modo que nunca ha habido nada puramente exotérico en lo que dicen los filósofos. 
En todo caso, a partir de la tradición de discursos que supuestamente revelaban una visión del absoluto y de la verdad presente en la mitología y en los ritos iniciáticos de las religiones de misterio, Platón y su filosofía inauguraron la percepción occidental del esoterismo, hasta el punto de que Kocku von Stuckrad afirmó que «la ontología y la antropología esotéricas difícilmente existirían sin la filosofía platónica». En sus diálogos, usa expresiones que aluden al secreto cultual (por ejemplo, ἀπορρήτων, aporrhéton, una de las expresiones griegas antiguas que se refiere a la prohibición de revelar un secreto en el contexto de los misterios). En Teeteto 152c hay un ejemplo de esta estrategia de ocultación:
¿Puede ser, entonces, que Protágoras fuera una persona muy ingeniosa que lanzó esta oscura declaración para los no iniciados como nosotros, pero reservó la verdad como doctrina secreta (ἐν ἀπορρήτῳ τὴν ἀλήθειαν) para revelarla a sus discípulos?
Los neoplatónicos intensificaron la búsqueda de una «verdad oculta» bajo la superficie de enseñanzas, mitos y textos, desarrollando la hermenéutica y la exégesis alegórica de Platón, Homero, Orfeo y otros. Plutarco, por ejemplo, elaboró una justificación de un esoterismo teológico, y Númenio escribió «Sobre los Secretos de Platón» (Peri tôn para Platoni aporrhèta).
Probablemente basada en la dicotomía «exôtikos/esôtikos», el mundo helénico desarrolló la distinción clásica entre exotérico/esotérico, estimulada por críticas de diversas corrientes como la Patrística. Según ejemplos en Luciano, Galeno y Clemente de Alejandría, era entonces una práctica común entre filósofos mantener escritos y enseñanzas en secreto. Una secrecía y élite reservada en paralelo se hallaba también en el entorno contemporáneo del gnosticismo. Más tarde, Jámblico presentaría su definición (cercana a la moderna), al clasificar a los antiguos pitagóricos como matemáticos «exotéricos» o acúsmas «esotéricos», estos últimos los que difundían enseñanzas enigmáticas y significados ocultos alegóricos.

## Desarrollo conceptual
El concepto de «esoterismo occidental» representa una construcción académica moderna más que una tradición autodefinida y preexistente de pensamiento. A finales del siglo XVII, varios pensadores cristianos europeos argumentaron que podían categorizarse juntas ciertas tradiciones de la filosofía y el pensamiento occidentales, estableciendo así la categoría ahora denominada «esoterismo occidental». El primero en hacerlo, de (1659–1698), teólogo alemán luterano, escribió Platonisch-Hermetisches Christianity (1690–91). Crítico hostil de diversas corrientes del pensamiento occidental surgidas desde el Renacimiento —entre ellas el paracelsismo, el weigelianismo y la teosofía cristiana—, en su libro etiquetó todas estas tradiciones bajo la categoría de «cristianismo platónico–hermético», presentándolas como heréticas frente a lo que él veía como el «verdadero» cristianismo. Pese a su actitud hostil, Colberg fue el primero en conectar estas filosofías dispares y estudiarlas bajo un mismo rótulo, reconociendo también que estas ideas se remontaban a filosofías anteriores de la antigüedad tardía.
En la Europa del siglo XVIII, durante la Ilustración, estas tradiciones esotéricas se categorizaron habitualmente bajo las etiquetas de «superstición», «magia» y «ocultismo», términos a menudo usados indistintamente. La academia moderna, entonces en vías de desarrollo, rechazó e ignoró sistemáticamente los temas incluidos bajo «lo oculto», dejando su investigación en gran medida a entusiastas fuera de la academia. De hecho, según el historiador del esoterismo Wouter J. Hanegraaff (1961), el rechazo de los temas «ocultos» se veía como un «marcador de identidad crucial» para cualquier intelectual que buscara afiliarse a la academia.
Los estudiosos establecieron esta categoría a finales del siglo XVIII tras identificar «similitudes estructurales» entre «las ideas y cosmovisiones de una amplia variedad de pensadores y movimientos» que, previamente, no habían estado en el mismo agrupamiento analítico. Según Hanegraaff, el término proporcionó una «etiqueta genérica útil» para «un amplio y complicado grupo de fenómenos históricos que por largo tiempo se habían percibido como compartiendo un air de famille.»
Varios académicos han subrayado que el esoterismo es un fenómeno único del mundo occidental. Como afirmó Faivre, una «perspectiva empírica» sostendría que «esoterismo es una noción occidental». Tal como han señalado Faivre y Hanegraaff, no hay una categoría comparable de esoterismo «oriental». El énfasis en occidental se ideó principalmente para distinguir el campo de un esoterismo universal. Hanegraaff lo caracteriza como «cosmovisiones y enfoques del conocimiento reconocibles que han desempeñado un papel importante aunque siempre controvertido en la historia de la cultura occidental». El historiador de las religiones Henrik Bogdan sostuvo que el esoterismo occidental constituía «un tercer pilar de la cultura occidental» junto con «la fe doctrinal y la racionalidad», siendo considerado herético por la primera e irracional por la segunda. No obstante, se reconoce que varias tradiciones no occidentales han ejercido «una influencia profunda» sobre el esoterismo occidental, citándose el ejemplo de la Sociedad Teosófica y su incorporación de conceptos hindúes y budistas como la reencarnación. Dadas estas influencias y la imprecisión del término «occidental», el estudioso Kennet Granholm ha defendido que los académicos dejen de referirse a «esoterismo occidental» y favorezcan simplemente «esoterismo» como descriptor. Egil Asprem ha respaldado este enfoque.

## Definición
El historiador del esoterismo Antoine Faivre señaló que «nunca un término preciso, [esoterismo] ha empezado a desbordar sus límites por todos lados», y, junto con Karen-Claire Voss, afirmó que el esoterismo occidental consiste en «un vasto espectro de autores, tendencias, obras de filosofía, religión, arte, literatura y música». Existe un amplio acuerdo sobre qué corrientes de pensamiento caen dentro de la categoría de esoterismo —desde el gnosticismo y el hermetismo antiguos hasta la rosacrucianismo y la Cábala, y hasta fenómenos más recientes como el movimiento de la Nueva Era—, pero el propio término sigue siendo controvertido, con desacuerdos sobre cómo definirlo mejor.

### Como tradición interior secreta y universal

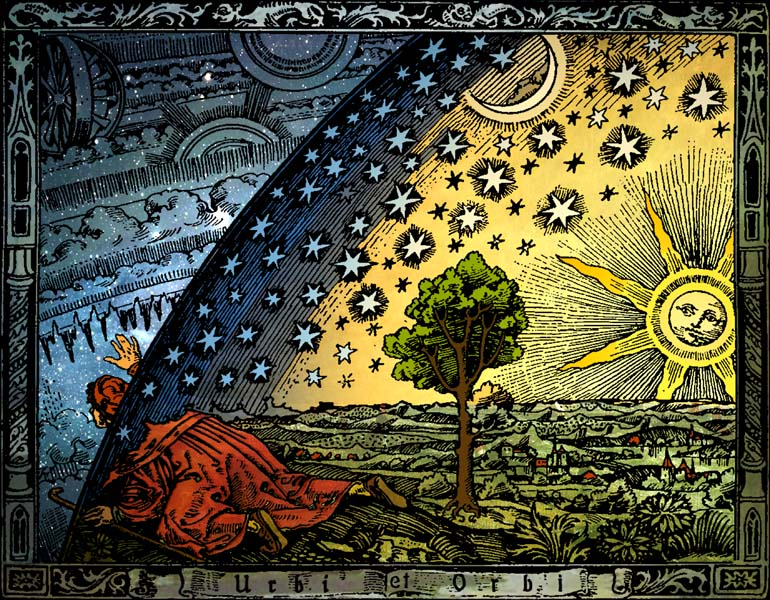
Una versión coloreada del Grabado de Flammarion de 1888

Algunos estudiosos han usado esoterismo occidental para referirse a «tradiciones interiores» ocupadas de una «dimensión espiritual universal de la realidad, en oposición a las instituciones religiosas meramente externas (‘exotéricas’) y a los sistemas dogmáticos de las religiones establecidas». Este enfoque ve el esoterismo occidental como una variante de un esoterismo mundial en el corazón de todas las religiones y culturas, que reflejaría una realidad esotérica oculta. Este uso es el más cercano al significado original de la palabra en la antigüedad tardía, donde se aplicaba a enseñanzas espirituales secretas reservadas a una élite específica y ocultas a las masas. Esta definición, desarrollada originalmente por los propios esoteristas, se popularizó en obras publicadas de esoteristas del siglo XIX como A. E. Waite, que intentaron combinar sus propias creencias místicas con una interpretación histórica del esoterismo. Posteriormente se convirtió en un enfoque popular en varios movimientos esotéricos, sobre todo el martinismo y la escuela tradicionalista.
Esta definición, desarrollada por esoteristas, ganó popularidad entre académicos franceses durante la década de 1980, influyendo en Mircea Eliade, Henry Corbin y en los primeros trabajos de Faivre. En el campo de las ciencias de la religión, quienes estudian distintas religiones en busca de una dimensión universal interior son llamados «religionistas». Tales ideas influyeron también en estudiosos recientes como Nicholas Goodrick-Clarke y Arthur Versluis. Versluis, por ejemplo, definió «esoterismo occidental» como «conocimiento espiritual interior u oculto transmitido a través de corrientes históricas de Europa occidental que a su vez llegan a Norteamérica y otros lugares no europeos». Añadió que estas corrientes comparten un rasgo central, «una pretensión de gnosis, o percepción espiritual directa sobre la cosmología o la realidad espiritual», y sugirió que podrían denominarse tanto «gnósticas occidentales» como «esotéricas occidentales».
Existen varios problemas con este modelo. El más significativo es que descansa en la convicción de que existe realmente una «dimensión esotérica universal y oculta de la realidad». La existencia de tal tradición interior universal no ha sido descubierta mediante investigación científica o académica; algunos han afirmado que no existe, aunque Hanegraaff considera mejor adoptar un agnosticismo metodológico: «simplemente no sabemos —y no podemos saber—» si existe o no. Señaló que, aun si tal naturaleza verdadera y absoluta de la realidad existiera, solo sería accesible mediante prácticas espirituales «esotéricas», no por las herramientas «exotéricas» de la indagación científica y académica. Además, un enfoque que busca un núcleo interior común enmascara que tales grupos difieren en gran medida, al estar enraizados en sus propios contextos históricos y sociales y expresar ideas y agendas mutuamente excluyentes. Un tercer problema es que muchas corrientes reconocidas como esotéricas nunca ocultaron sus enseñanzas, y en el siglo XX penetraron en la cultura popular, lo que problematiza definir el esoterismo por su carácter oculto y secreto. Cuando los estudiosos adoptan esta definición, muestran que suscriben doctrinas religiosas de los mismos grupos que estudian.

### Como cosmovisión encantada

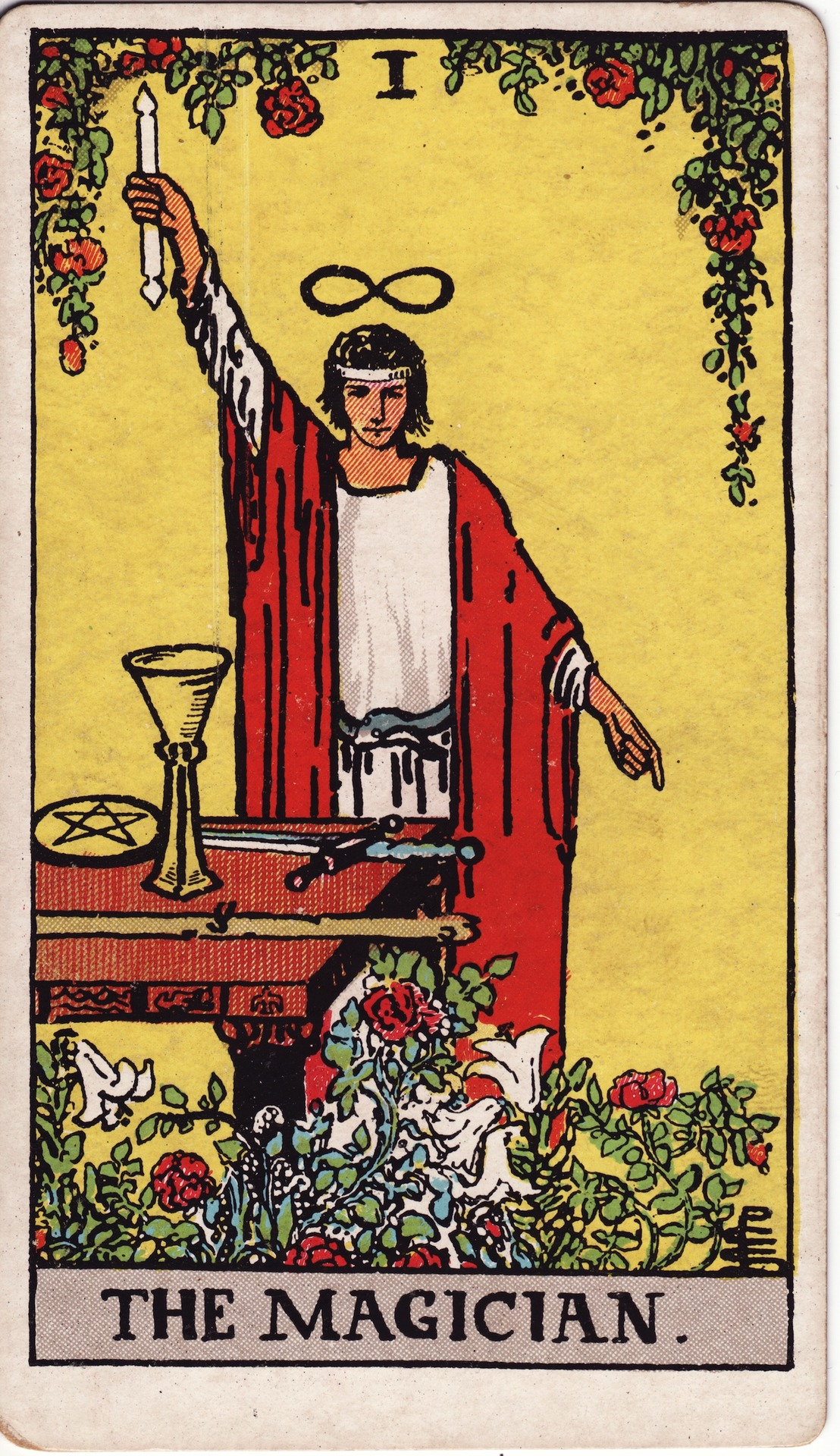
El Mago, carta del tarot que muestra el concepto hermético «como es arriba, es abajo». Faivre conectó este concepto con las «correspondencias», su primera característica definitoria del esoterismo.

Otro enfoque trata el esoterismo como una cosmovisión que abraza el «encantamiento» en contraste con cosmovisiones influidas por la ciencia postcartesiana, postnewtoniana y positivista, que buscó «desencantar» el mundo. Ese enfoque entiende el esoterismo como aquellas cosmovisiones que rehúyen la creencia en la causalidad instrumental y en su lugar adoptan la creencia de que todas las partes del universo están interrelacionadas sin necesidad de cadenas causales. Se presenta como una alternativa radical a las cosmovisiones desencantadas que han dominado la cultura occidental desde la Revolución científica, y por tanto siempre está en tensión con la cultura secular.
Una exponente temprana fue la historiadora del Renacimiento Frances Yates con su «tradición hermética», que vio como una alternativa «encantada» a la religión establecida y la ciencia racionalista. El principal exponente de esta visión fue Faivre, que en 1992 publicó una serie de criterios para definir «esoterismo occidental». Faivre afirmó que el esoterismo era «identificable por la presencia de seis características o componentes fundamentales», cuatro «intrínsecos» y por tanto vitales, y dos «secundarios». Los enumeró así:
«Correspondencias»: la idea de que existen correspondencias reales y simbólicas entre todas las cosas del universo. Como ejemplos, el macrocosmos y microcosmos, sintetizado en el dictum «como es arriba, es abajo», y la idea astrológica de que las acciones de los planetas influyen directamente en el comportamiento humano.
«Naturaleza viviente»: todos los esoteristas conciben el universo natural como dotado de vida propia y, por tanto, lo entienden como «complejo, plural, jerárquico».
«Imaginación y mediaciones»: se hace gran hincapié tanto en la imaginación humana como en las mediaciones —«tales como rituales, imágenes simbólicas, mandalas, espíritus intermedios»— y mantras como herramientas de acceso a mundos y niveles de realidad entre lo material y lo divino.
«Experiencia de transmutación»: énfasis en transformarse fundamentalmente a sí mismo mediante la práctica, por ejemplo a través de la transformación espiritual que se dice acompaña a la obtención de gnosis.
«Práctica de concordancia» (secundaria): creencia —sostentada por muchos, por ejemplo los de la Escuela Tradicionalista— de un principio unificador o raíz de donde emergen todas las religiones y prácticas espirituales. Alcanzarlo permitiría reunirlas en unidad.
«Transmisión» (secundaria): énfasis en la transmisión de enseñanzas y secretos esotéricos de maestro a discípulo mediante iniciación.
La tipología de Faivre ha sido respaldada por autores como Goodrick-Clarke, y en 2007 Bogdan señaló que se había convertido en «la definición estándar» entre los estudiosos. En 2013 Kennet Granholm apuntó que había sido «el paradigma dominante durante bastante tiempo» y que «aún ejerce influencia fuera» del subcampo. Su ventaja es facilitar la comparación sistemática entre tradiciones esotéricas. Otros la han criticado señalando debilidades. Hanegraaff sostuvo que implica «razonar por prototipo», al apoyarse en un «mejor ejemplo» previo de cómo debe ser el esoterismo occidental. Kocku von Stuckrad señaló que su taxonomía se basa en sus áreas de especialidad —hermetismo renacentista, cábala cristiana y teosofía protestante— y no en una comprensión más amplia a lo largo de la historia. Sugirió que es buena para el «esoterismo cristiano en la Edad Moderna temprana» pero carece de utilidad fuera de ese marco.

### Como conocimiento superior
Como alternativa al marco de Faivre, Kocku von Stuckrad desarrolló su propia variante, que no representaría una «definición», sino «un marco de análisis» para uso académico. Afirmó que, «en el nivel más general», el esoterismo representa «la reivindicación de un conocimiento superior», una pretensión de poseer «una sabiduría superior a otras interpretaciones del cosmos y de la historia» que actúa como «llave maestra para responder a todas las preguntas de la humanidad». En consecuencia, creyó que los grupos esotéricos ponían gran énfasis en el secreto, no por estar enraizados en élites, sino porque la idea de secretos ocultos que pueden ser revelados es central en su discurso. Al examinar los medios de acceso al conocimiento superior, destacó dos temas presentes: la mediación mediante contacto con entidades no humanas y la experiencia individual. Así, el esoterismo puede entenderse mejor como «un elemento estructural de la cultura occidental» que como una selección de escuelas de pensamiento.

### Como conocimiento rechazado
Hanegraaff propuso otra definición: «esoterismo occidental» como la «papelera» de la academia para el «conocimiento rechazado». En este sentido, incluye teorías y cosmovisiones rechazadas por la comunidad intelectual dominante por no ajustarse a «concepciones normativas de religión, racionalidad y ciencia». Su enfoque, arraigado en la historia de las ideas, enfatiza el papel del cambio y la transformación a lo largo del tiempo.
Goodrick-Clarke fue crítico, pues entendía que relega el esoterismo a «víctima de las perspectivas positivistas y materialistas del siglo XIX», reforzando la idea de su poca importancia histórica. Bogdan expresó preocupación similar, creyendo que hace la categoría «omniinclusiva» y, por tanto, analíticamente inútil.

## Historia

### Antigüedad tardía

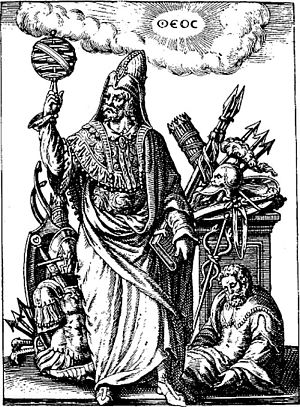
Ilustración posterior de Hermes Trismegisto

Los orígenes del esoterismo occidental están en el Mediterráneo oriental helenístico, entonces parte del Imperio romano, durante la Antigüedad tardía. Era un ambiente que mezclaba tradiciones religiosas e intelectuales de Grecia, Egipto, el Levante, Babilonia y Persia, donde la globalización, la urbanización y el multiculturalismo producían cambios socioculturales.
Una componente fue el hermetismo, una escuela egipcio-helenística que toma su nombre del legendario sabio egipcio Hermes Trismegisto. En los siglos II y III aparecieron varios textos atribuidos a Hermes Trismegisto, entre ellos el Corpus Hermeticum, Asclepio y El Discurso sobre el Octavo y el Noveno. Se debate si el hermetismo fue un fenómeno puramente literario o tuvo comunidades de practicantes, pero consta que estos textos discuten la verdadera naturaleza de Dios, enfatizando que el ser humano debe trascender el pensamiento racional y los deseos mundanos para hallar la salvación y renacer en un cuerpo espiritual de luz inmaterial, logrando la unidad con la divinidad.
Otra tradición fue el gnosticismo. Existieron varias sectas gnósticas que, en términos generales, creían que la luz divina había sido aprisionada en el mundo material por una entidad malévola llamada Demiurgo, servida por ayudantes demoníacos, los arcontes. Los seres humanos, imbuidos de esa luz, debían buscar la gnosis y escapar del mundo de la materia para reunirse con la fuente divina.
Una tercera forma fue el neoplatonismo, escuela influida por Platón. Defendida por Plotino, Porfirio, Jámblico y Proclo, sostenía que el alma humana había caído de sus orígenes divinos al mundo material, pero podía ascender —a través de esferas jerárquicas del ser— para regresar a su origen. Los neoplatónicos tardíos practicaron teúrgia, ritual atestiguado en fuentes como los Oráculos caldeos. Se desconoce con precisión en qué consistía, pero buscaba hacer aparecer a los dioses, quienes elevarían la mente del teúrgo a la realidad divina.

### Edad Media
Tras la Caída de Roma, la alquimia y la filosofía y otros aspectos de la tradición se preservaron en gran medida en el mundo árabe y del Cercano Oriente y se reintrodujeron en Europa occidental por judíos y por el contacto cultural entre cristianos y musulmanes en España, Sicilia y el sur de Italia. El siglo XII vio el desarrollo de la cábala en el sur de Italia y la España medieval.
El periodo medieval también vio la publicación de grimorios, que ofrecían fórmulas elaboradas para teúrgia y taumaturgia. Muchos parecen tener influencia cabalística. Figuras de la alquimia de este periodo también habrían escrito o usado grimorios. Sectas medievales consideradas heréticas como los valdenses se creía que utilizaban conceptos esotéricos.

### Renacimiento y Edad Moderna temprana
Durante el Renacimiento, varios pensadores europeos empezaron a sintetizar filosofías «paganas» (esto es, no cristianas), entonces accesibles mediante traducciones árabes, con el pensamiento cristiano y la cábala judía. El más temprano fue el filósofo bizantino Gémito Pletón (1355/60–1452?), que sostuvo que los Oráculos caldeos representaban una religión superior de la humanidad antigua que había sido transmitida por los platónicos.
Las ideas de Pletón interesaron al gobernante de Florencia, Cosme de Médici, quien empleó al pensador florentino Marsilio Ficino (1433–1499) para traducir las obras de Platón al latín. Ficino tradujo y publicó obras de varios platónicos, defendiendo su compatibilidad con el cristianismo, lo que permitió el surgimiento de un movimiento más amplio de platonismo renacentista u orientalismo platónico. También tradujo parte del Corpus Hermeticum, y el resto fue traducido por su contemporáneo Lodovico Lazzarelli (1447–1500).
Otra figura clave fue Giovanni Pico della Mirandola (1463–1494), que logró notoriedad en 1486 al invitar a eruditos de toda Europa a debatir con él 900 tesis que había escrito. Pico sostuvo que todas estas filosofías reflejaban una gran sabiduría universal. Inocencio VIII condenó estas ideas por mezclar ideas paganas y judías con el cristianismo.
El creciente interés de Pico por la cábala judía condujo al desarrollo de una forma distinta de Cábala cristiana. Su trabajo fue continuado por el alemán Johannes Reuchlin (1455–1522), autor del influyente De Arte Cabalistica. La cábala cristiana se amplió en la obra del alemán Heinrich Cornelius Agrippa (1486–1535/36), quien la empleó como marco para explorar las tradiciones filosóficas y científicas de la Antigüedad en De occulta philosophia libri tres. La obra de Agrippa y otros filósofos esotéricos se basaba en una visión precopernicana, pero tras Nicolás Copérnico se estableció una comprensión más precisa del cosmos. Giordano Bruno (1548–1600) adoptó sus teorías dentro de corrientes esotéricas; sus ideas fueron consideradas herejía por la Iglesia católica, que finalmente lo ejecutó públicamente.

La escuadra y el compás, símbolos masónicos

Una corriente distinta se desarrolló en Alemania, Naturphilosophie. Aunque influida por tradiciones de la antigüedad tardía y la cábala medieval, solo reconocía dos fuentes de autoridad: la Escritura bíblica y el mundo natural. Su principal exponente fue Paracelso (1493/94–1541), que se inspiró en la alquimia y la magia popular para oponerse al establecimiento médico de su tiempo —que, como en la Antigüedad, seguía basado en Galenos—. Abogó por aprender medicina mediante la observación de la naturaleza, aunque más tarde se centró en cuestiones religiosas. Su obra ganó gran apoyo en ambos ámbitos.
Uno de sus influenciados fue el zapatero alemán Jakob Böhme (1575–1624), que dio inicio a la teosofía cristiana con sus intentos de resolver el problema del mal. Böhme sostuvo que Dios se había originado de un misterio insondable, el Ungrund, y que Dios mismo estaba compuesto por un núcleo de ira rodeado por fuerzas de luz y amor. Aunque condenado por las autoridades luteranas de Alemania, sus ideas se difundieron y formaron la base de pequeñas comunidades religiosas, como los Hermanos Angélicos de Johann Georg Gichtel en Ámsterdam, y la Sociedad Filadelfiana de John Pordage y Jane Lead en Inglaterra.
Entre 1614 y 1616 se publicaron en Alemania los tres Manifiestos Rosacruces. Estos textos pretendían representar una hermandad secreta iniciática fundada siglos antes por un adepto alemán llamado Christian Rosenkreuz. No hay evidencia de que Rosenkreuz fuera histórico ni de que hubiera existido una Orden Rosacruz antes. Probablemente los manifiestos sean creaciones literarias del teólogo luterano Johann Valentin Andreae (1586–1654). Interesaron al público, y varios se declararon «rosacruces» reivindicando acceso a conocimientos esotéricos.
Una hermandad iniciática real se estableció en la Escocia de finales del siglo XVI mediante la transformación de gremios medievales de canteros para incluir a no artesanos: la masonería. Pronto se extendió por Europa; en Inglaterra rechazó en gran medida su carácter esotérico y abrazó el humanismo y el racionalismo, mientras que en Francia incorporó nuevos conceptos esotéricos, especialmente de la teosofía cristiana.

### Siglos XVIII, XIX y comienzos del XX

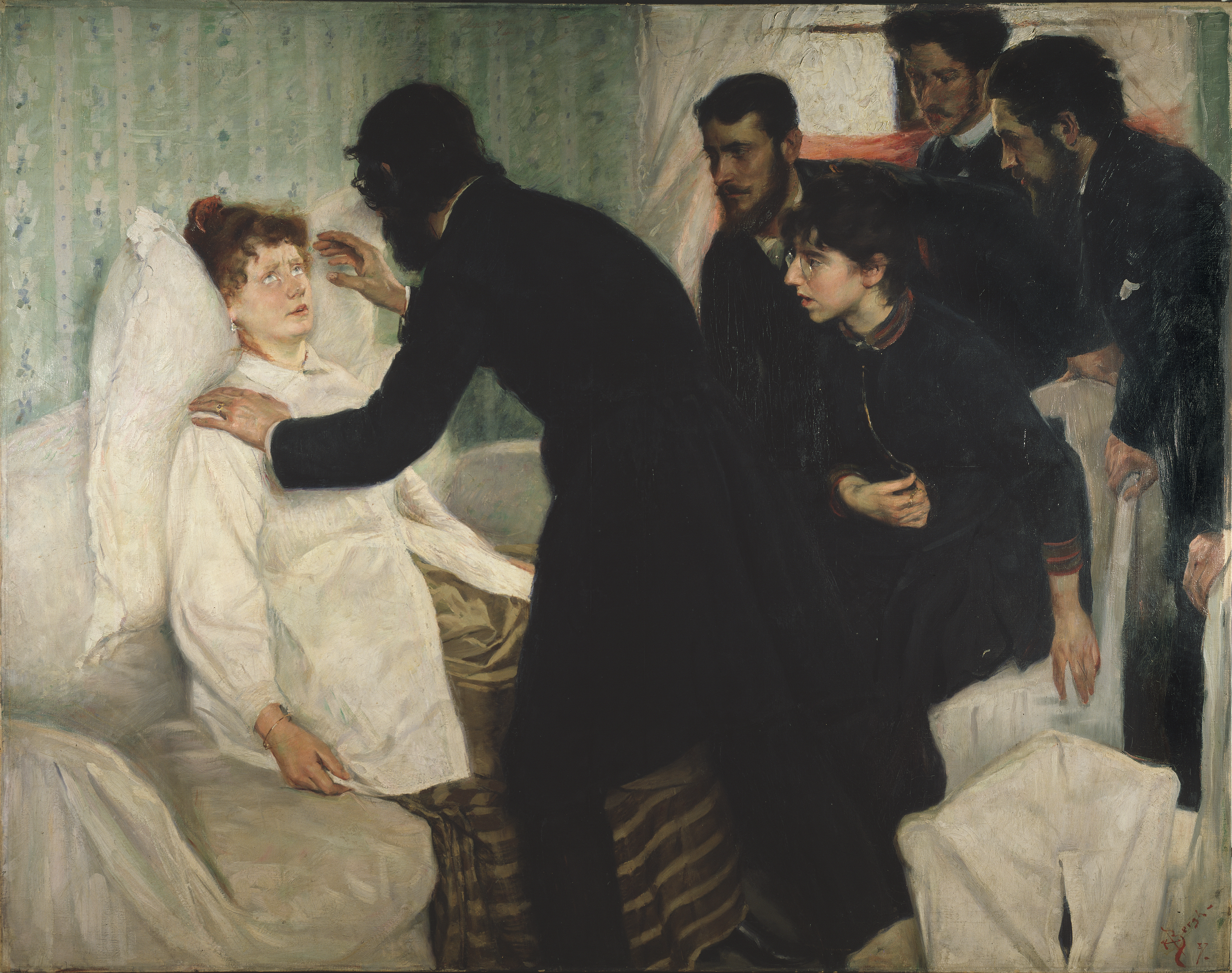
Sesión hipnótica, pintura del sueco Richard Bergh, 1887

La Ilustración presenció un proceso de creciente secularización de los gobiernos europeos y una acogida de la ciencia moderna y la racionalidad en los círculos intelectuales. A su vez, emergió un «ocultismo modernista» que reflejó diversas formas en que los esoteristas se adaptaron a estos desarrollos. Uno fue el naturalista sueco Emanuel Swedenborg (1688–1772), que intentó reconciliar ciencia y religión tras una visión de Jesucristo. Sus escritos se centraron en sus viajes visionarios al cielo y al infierno y sus comunicaciones con ángeles, afirmando que el mundo visible y materialista paralela un mundo espiritual invisible, con correspondencias entre ambos no basadas en relaciones causales. Tras su muerte, sus seguidores fundaron la Nueva Iglesia, aunque su obra influyó más ampliamente. Otra figura fue el médico alemán Franz Anton Mesmer (1734–1814), que desarrolló la teoría del magnetismo animal, luego conocido como mesmerismo. Mesmer afirmaba que una fuerza vital universal impregnaba todo, incluido el cuerpo humano, y que las enfermedades se debían a bloqueos en su flujo; desarrolló técnicas para limpiarlos y restaurar la salud. Un seguidor, el Marqués de Puységur, descubrió que el tratamiento podía inducir un trance sonambúlico en el que se afirmaba entrar en estados visionarios y comunicarse con espíritus.
Estos trances influyeron fuertemente en la religión esotérica del espiritismo, surgida en Estados Unidos en la década de 1840 y extendida por Norteamérica y Europa. El espiritismo se basaba en la comunicación con espíritus de difuntos durante sesiones. La mayoría de formas tenían poca profundidad teórica y eran asuntos prácticos, pero se articularon cosmovisiones completas por Andrew Jackson Davis (1826–1910) y Allan Kardec (1804–1869). El interés científico en sus afirmaciones condujo al desarrollo de la parapsicología/investigación psíquica. El sonambulismo influyó también en las disciplinas nacientes de la psicología y la psiquiatría; ideas esotéricas permean la obra de figuras tempranas como Carl Jung, aunque con el auge del psicoanálisis y el conductismo en el siglo XX estas disciplinas se distanciaron del esoterismo. También influyó en la religión del Nuevo Pensamiento, fundada por el mesmerista estadounidense Phineas P. Quimby (1802–1866). Se basaba en el concepto «mente sobre materia», creyendo que enfermedades y condiciones negativas podían curarse por el poder de la creencia.

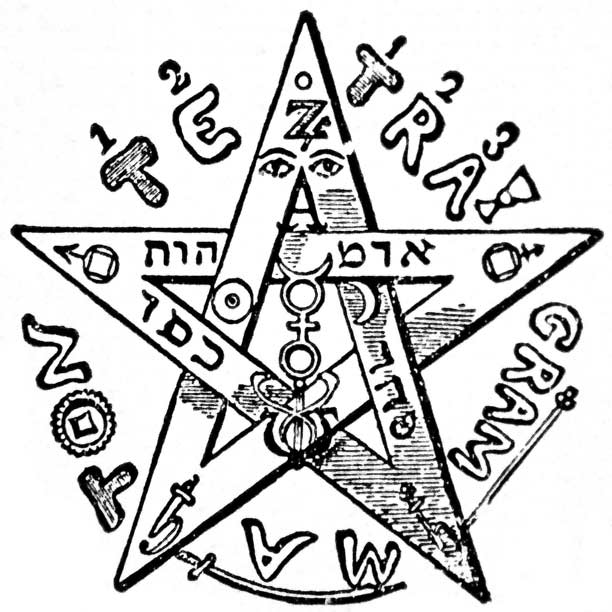
Pentagrama de Éliphas Lévi

En Europa, emergió un movimiento a menudo denominado ocultismo cuando varias figuras intentaron encontrar una «tercera vía» entre el cristianismo y la ciencia positivista, construyendo sobre tradiciones antiguas, medievales y renacentistas. En Francia, tras la conmoción de la Revolución francesa de 1789, surgieron figuras en este ambiente fuertemente influidas por el catolicismo tradicional, como Éliphas Lévi (1810–1875) y Papus (1865–1916). También fue significativa la obra de René Guénon (1886–1951), cuya preocupación por la tradición le llevó a desarrollar el tradicionalismo, con la idea de una tradición original y universal y el rechazo de la modernidad. Sus ideas influyeron en esoteristas posteriores como Julius Evola (1898–1974), fundador del Grupo UR, y Frithjof Schuon (1907–1998).
En el mundo anglófono, el movimiento ocultista en ciernes debía más a los libertinos de la Ilustración, y tendía a ser más anticristiano, viendo la sabiduría como emana de religiones paganas precristianas de Europa. Varios médiums espiritistas se desilusionaron con el pensamiento esotérico disponible y buscaron inspiración en corrientes previas a Swedenborg, entre ellos Emma Hardinge Britten (1823–1899) y Helena Blavatsky (1831–1891), quien pidió el renacimiento de la «ciencia oculta» de los antiguos, tanto de Oriente como de Occidente. Autora de Isis sin velo (1877) y La doctrina secreta (1888), cofundó la Sociedad Teosófica en 1875. Sus líderes posteriores, Annie Besant (1847–1933) y Charles Webster Leadbeater (1854–1934), interpretaron la teosofía moderna como una forma de cristianismo esotérico ecuménico, proclamando al indio Jiddu Krishnamurti (1895–1986) como mesías mundial. En rechazo, Rudolf Steiner (1861–1925) fundó la Sociedad Antroposófica. Según Maria Carlson, «ambas resultaron ‘religiones positivistas’, ofreciendo una teología aparentemente lógica basada en pseudociencia». Otra forma de cristianismo esotérico es la ciencia espiritual del místico danés Martinus (1890–1981), popular en Escandinavia.
Nuevas comprensiones esotéricas de la magia se desarrollaron a finales del siglo XIX. Uno de sus pioneros fue el estadounidense Paschal Beverly Randolph (1825–1875), que argumentó que la energía sexual y las drogas psicoactivas podían usarse con fines mágicos. En Inglaterra, se fundó la Orden Hermética de la Golden Dawn, orden iniciática dedicada a la magia basada en la cábala. Uno de sus miembros, Aleister Crowley (1875–1947), proclamó la religión de Thelema y se unió a la Ordo Templi Orientis. Contemporáneos suyos desarrollaron escuelas sin magia, como el greco-armenio George Gurdjíeff (1866–1949) y su discípulo ruso Piotr D. Uspenski (1878–1947).
Los sistemas ocultistas y esotéricos en auge ganaron popularidad a comienzos del siglo XX, especialmente en Europa occidental. Las logias y sociedades secretas florecieron entre intelectuales europeos que habían abandonado formas tradicionales del cristianismo. La difusión de enseñanzas secretas y prácticas mágicas halló adeptos en el caos de Alemania en el periodo de entreguerras. Escritores influyentes como Guido von List difundieron ideas neopaganas y nacionalistas, basadas en el wotanismo y la cábala. Muchos alemanes influyentes se unieron a sociedades secretas como la Sociedad Thule. El activista de Thule Karl Harrer fue cofundador del Partido Obrero Alemán, que luego se convirtió en el Partido Nazi; algunos miembros como Alfred Rosenberg y Rudolf Hess figuraron como «invitados» de Thule, al igual que Dietrich Eckart, mentor de Adolf Hitler. Tras su ascenso, los nazis persiguieron a los ocultistas. Muchos líderes como Hitler y Joseph Goebbels eran hostiles, pero Heinrich Himmler usó a Karl Maria Wiligut como «vidente» para ayudar en aspectos simbólicos y ceremoniales de las SS, no en decisiones políticas. En 1939, Wiligut fue «retirado por la fuerza» debido a su internamiento por demencia. Por otro lado, la orden hermética alemana Fraternitas Saturni se fundó en Pascua de 1928 y es una de las agrupaciones mágicas en funcionamiento continuo más antiguas de Alemania. En 1936, fue prohibida por el régimen nazi. Sus líderes emigraron para evitar el encarcelamiento, pero Eugen Grosche fue arrestado un año durante la guerra. Tras la Segunda Guerra Mundial se reconstituyó la Fraternitas Saturni.

### Finales delsigloXX

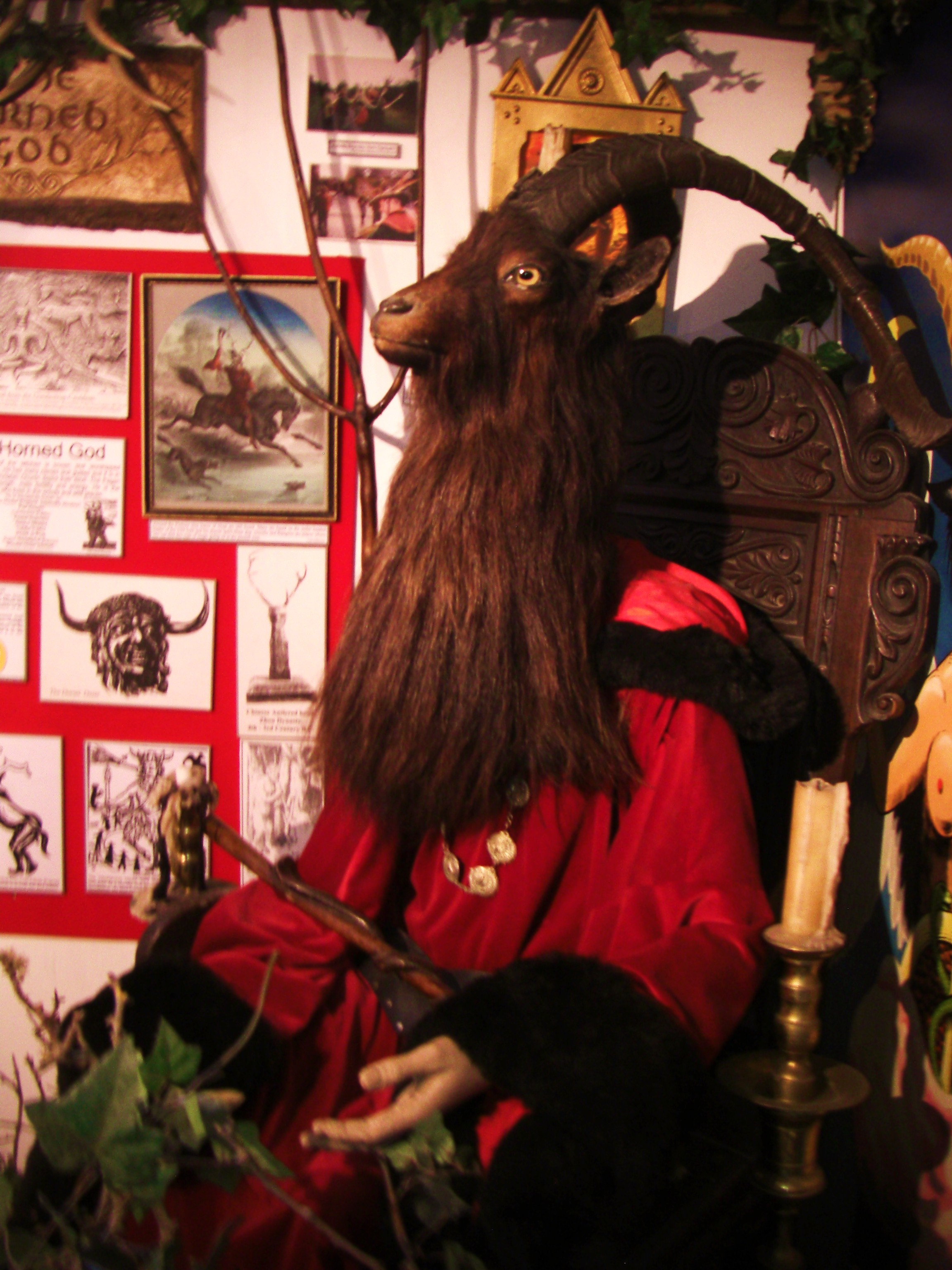
Escultura del Dios Cornudo de la wicca en el Museum of Witchcraft de Boscastle, Cornualles

En los años sesenta y setenta, el esoterismo se asoció cada vez más con la contracultura, cuyos adeptos se veían participando en una revolución espiritual que marcaba la Era de Acuario. En los años ochenta, estas corrientes milenaristas se conocieron como movimiento de la Nueva Era y se comercializaron crecientemente. Otras formas mantuvieron el sentir anticomer cial y contracultural, como el neochamanismo tecnochamánico promovido por Terence McKenna y Daniel Pinchbeck, basado en el trabajo del antropólogo Carlos Castaneda.
La tendencia vino acompañada del crecimiento del neopaganismo, movimiento inicialmente dominado por la wicca, religión propagada por Gerald Gardner. La wicca fue adoptada por la segunda ola del feminismo —notablemente Starhawk—, desarrollándose el movimiento de la diosa. También influyó en el neodruidismo y otras formas de celticismo. En respuesta a la wicca, aparecieron literatura y grupos que se autodenominan de brujería tradicional en oposición a su visibilidad, reivindicando raíces más antiguas que el sistema de Gardner. Otras corrientes del ocultismo occidental en el siglo XX tardío incluyen el satanismo, con grupos como la Iglesia de Satán y el Templo de Set, y la magia del caos a través de los Illuminates of Thanateros.
Desde los años noventa, los países del antiguo Telón de Acero han experimentado un variado resurgir religioso, con numerosas corrientes ocultas y nuevos movimientos religiosos ganando popularidad. Reavivamientos gnósticos, organizaciones de la Nueva Era y escisiones de la Cienciología se han difundido por gran parte del antiguo bloque soviético tras el cambio cultural y político derivado de la disolución de la Unión Soviética. En Hungría, un número significativo de ciudadanos practica o se adhiere a nuevas corrientes del esoterismo occidental. En abril de 1997, el Quinto Foro Espiritual Esotérico se celebró durante dos días en el país y colmó el aforo; en agosto, comenzó la Exposición Internacional del Chamán, transmitida por televisión en directo y celebrada durante dos meses, con asistencia de congregaciones y figuras neochamánicas, milenaristas, místicas, neopaganas e incluso de religión ovni.

## Estudio académico

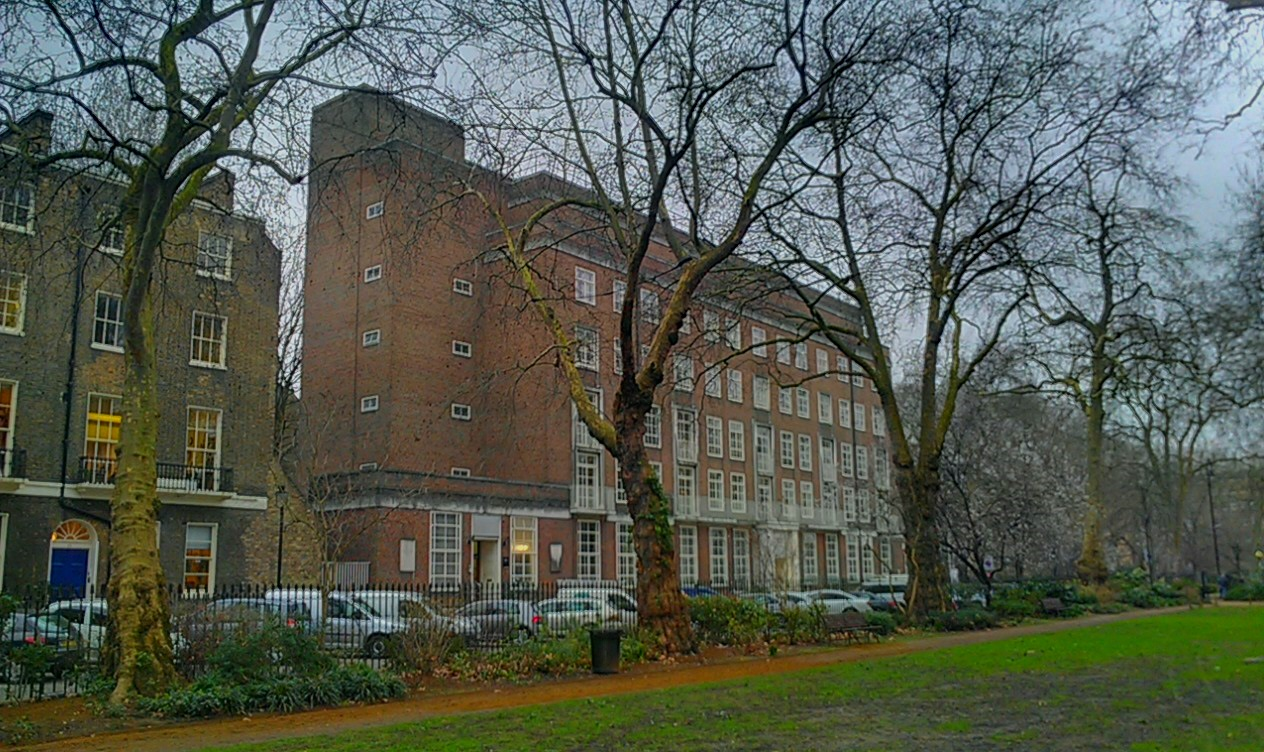
El Warburg Institute de Londres fue uno de los primeros centros en fomentar el estudio académico del esoterismo occidental.

El estudio académico del esoterismo occidental fue pionero en el siglo XX por historiadores de la Antigüedad y el Renacimiento europeos, que reconocieron que —pese a la desatención previa— el efecto de escuelas de pensamiento precristianas y no racionales en la sociedad y la cultura europeas merecía atención académica. Un centro clave fue el Warburg Institute en Londres, donde estudiosos como Frances Yates, Edgar Wind, Ernst Cassirer y D. P. Walker defendieron que el pensamiento esotérico había tenido mayor efecto en la cultura renacentista de lo aceptado. La obra de Yates, en particular Giordano Bruno y la tradición hermética (1964), ha sido citada como «un punto de partida importante», logrando «de un plumazo poner la erudición en una nueva vía» al hacer más visible el efecto de ideas esotéricas en la ciencia moderna.
En 1965, por instigación de Henry Corbin, la École pratique des hautes études de la Sorbonne estableció la primera cátedra del mundo en el estudio del esoterismo, con una plaza en Historia del Esoterismo Cristiano. Su primer titular fue François Secret, especialista en cábala cristiana, aunque poco interesado en desarrollar el campo más amplio. En 1979, Faivre asumió la cátedra, renombrada «Historia de las corrientes esotéricas y místicas en la Europa moderna y contemporánea». A él se le atribuye haber formalizado el campo, y su obra de 1992 L’ésotérisme se cita como «el inicio» del campo como área de investigación. Permaneció hasta 2002, cuando le sucedió Jean-Pierre Brach.
Faivre señaló dos obstáculos: un prejuicio arraigado hacia el esoterismo en la academia —percibido como indigno de investigación—, y su carácter transdisciplinario, que no encaja claramente en una disciplina. Como señaló Hanegraaff, debe estudiarse separadamente de religión, filosofía, ciencia y artes, porque «participa de todos» pero no encaja plenamente en ninguno. En otro lugar señaló que «probablemente no haya otro dominio de las humanidades tan gravemente descuidado».
En 1999, la Universidad de Ámsterdam estableció la cátedra de Historia de la filosofía hermética y corrientes afines, ocupada por Hanegraaff, y en 2005 la Universidad de Exeter creó una cátedra en Esoterismo occidental, ocupada por Goodrick-Clarke, que dirigió el Exeter Center for the Study of Esotericism. Así, en 2008 había tres cátedras universitarias dedicadas y programas de máster en Ámsterdam y Exeter. Se celebraron varias conferencias en los congresos quinquenales de la International Association for the History of Religions, y desde 2001 se publica la revista revisada por pares Aries: Journal for the Study of Western Esotericism. Ese año se fundó la North American Association for the Study of Esotericism (ASE), y poco después la European Society for the Study of Western Esotericism (ESSWE). En pocos años, Michael Bergunder consideró que se había convertido en un campo establecido dentro de los estudios de la religión, y Asprem y Granholm observaron que estudiosos de otros subcampos empezaban a interesarse por sus trabajos.
Asprem y Granholm notaron que el estudio estaba dominado por historiadores y carecía de la perspectiva de científicos sociales sobre formas contemporáneas, algo que intentaban corregir creando vínculos con estudiosos de estudios paganos y de nuevos movimientos religiosos.
Dado que «la cultura y la literatura inglesas han sido baluartes tradicionales del esoterismo occidental», en 2011 Pia Brînzeu y György Szönyi instaron a que los estudios ingleses también participaran.

### Divisiones émica y ética
Émico y ético se refieren a dos tipos de investigación de campo y puntos de vista: el émico, desde dentro del grupo social, y el ético, desde fuera. Wouter Hanegraaff sigue esta distinción en el estudio de la religión.
El enfoque émico es el del alquimista o el teósofo. El ético es el del investigador con mirada crítica. Un estudio empírico del esoterismo necesita «material émico e interpretación ética»:

Émico denota el punto de vista del creyente. Por parte del investigador, reconstruir esta perspectiva requiere una actitud de empatía que excluya los sesgos personales en lo posible. El discurso académico sobre religión, por otro lado, no es émico, sino ético. Los estudiosos pueden introducir su propia terminología y hacer distinciones teóricas diferentes de las de los propios creyentes.

Arthur Versluis propone abordar el esoterismo mediante una «participación imaginativa»:

El esoterismo, dadas sus variadas formas y su naturaleza inherentemente multidimensional, no puede transmitirse sin ir más allá de la información puramente histórica: como mínimo, el estudio del esoterismo —y en particular del misticismo— requiere cierto grado de participación imaginativa en lo que se estudia.

Muchos estudiosos del esoterismo han llegado a ser considerados autoridades por practicantes de diversas tradiciones. Aunque muchos han subrayado que el esoterismo no es un objeto único, los practicantes que leen esta erudición han empezado a considerarlo y pensarlo como un objeto singular con el que se identifican. Así, el uso del término «esoterismo» entre los académicos «contribuye significativamente a la cosificación de la categoría para el público general —a pesar de las intenciones contrarias explicitadas por la mayoría de los estudiosos del campo».

## En la cultura popular
En 2013, Asprem y Granholm destacaron que «el esoterismo contemporáneo está íntima y crecientemente conectado con la cultura popular y los nuevos medios».
Granholm señaló que ideas e imágenes esotéricas aparecen en muchos aspectos de los medios occidentales, citando ejemplos como Buffy the Vampire Slayer, Avatar, Hellblazer y La materia oscura. Ha argumentado que existen problemas al trazar la línea entre lo esotérico y los elementos culturales no esotéricos que lo referencian. Cita el metal extremo como ejemplo, señalando la dificultad de diferenciar entre artistas «propiamente ocultistas» y quienes referencian superficialmente temas y estéticas ocultas.
Los escritores interesados en temas ocultos han adoptado tres estrategias: los conocedores que incluyen imágenes atractivas del oculto y los ocultistas; los que lo disfrazan dentro de «una red de intertextualidad»; y los que se oponen y buscan deconstruirlo.

## Lectura adicional
- Aries: Journal for the Study of Western Esotericism, Leiden: Brill, desde 2001.
- Aries Book Series: Texts and Studies in Western Esotericism  (enlace roto disponible en este archivo)., Leiden: Brill, desde 2006.
- Esoterica  (enlace roto disponible en este archivo)., East Lansing, Michigan State University (MSU). Recurso en línea desde 1999. I (1999)  (enlace roto disponible en este archivo).; VIII (2006)  (enlace roto disponible en este archivo).; IX (2007)  (enlace roto disponible en este archivo).
- Bogdan, Henrik (2014). «Freemasonry and Western Esotericism».  En Bodgan, Henrik; Snoek, Jan A. M., eds. Handbook of Freemasonry. Brill Handbooks on Contemporary Religion 8. Leiden: Brill Publishers. pp. 277-305. ISBN 978-90-04-21833-8. ISSN 1874-6691. doi:10.1163/9789004273122_016.
- Faivre, Antoine (2010). Western Esotericism: A Concise History. Christine Rhone (translator). New York: SUNY Press. ISBN 978-1-4384-3377-6.
- Giegerich, Eric (2001). «Antoine Faivre: Studies in Esotericism». The San Francisco Jung Institute Library Journal 20 (2): 7-25. doi:10.1525/jung.1.2001.20.2.7.
- Granholm, Kennet (2013). «Esoteric Currents as Disursive Complexes». Religion 43 (1): 46-69. S2CID 143944044. doi:10.1080/0048721x.2013.742741.
- Hanegraaff, Wouter J., «The Study of Western Esotericism: New Approaches to Christian and Secular Culture  (enlace roto disponible en este archivo).», en Peter Antes, Armin W. Geertz y Randi R. Warne, New Approaches to the Study of Religion, vol. I: Regional, Critical, and Historical Approaches, Berlín/Nueva York: Walter de Gruyter, 2004.
- Hanegraaff, Wouter J., ed. (2005). Dictionary of Gnosis and Western Esotericism I. Leiden / Boston: Brill. ISBN 90-04-14187-1, 2 vols.
- Hanegraaff, Wouter J. (2015). «The Globalization of Esotericism». Correspondences: An Online Journal for the Academic Study of Western Esotericism 3. pp. 55-91. Archivado desde el original el 22 de agosto de 2016. Consultado el 10 de agosto de 2016. Parámetro desconocido |url-status= ignorado (ayuda)
- Kelley, James L., Anatomyzing Divinity: Studies in Science, Esotericism and Political Theology, Trine Day, 2011, ISBN 978-1936296279.
- Martin, Pierre, Esoterische Symbolik heute – in Alltag. Sprache und Einweihung. Basilea: Edition Oriflamme, 2010, ilustrado ISBN 978-3-9523616-1-0.
- Martin, Pierre, Le Symbolisme Esotérique Actuel – au Quotidien, dans le Langage et pour l'Auto-initiation. Basilea: Edition Oriflamme, 2011, ilustrado ISBN 978-3-9523616-3-4
- Redwood, William (2013). «F(r)iends in Low Places: Monstrous Identities in Contemporary Esotericism».  En Stasiewicz-Bienkowska, Agnieszka; Graham, Karen, eds. Monstrous Manifestations: Realities and the Imaginings of the Monster. Leiden: Brill Publishers. pp. 77-83. ISBN 978-1-84888-202-7. doi:10.1163/9781848882027_009.
- Tweed, Thomas A. (2005), «American Occultism and Japanese Buddhism. Albert J. Edmunds, D. T. Suzuki, and Translocative History», Japanese Journal of Religious Studies 32 (2): 249-281, archivado desde el original el 22 de mayo de 2012, consultado el 5 de septiembre de 2015 Parámetro desconocido |url-status= ignorado (ayuda).
- Versluis, Arthur (1993), American Transcendentalism and Asian Religions, Oxford University Press. ISBN 978-0195076585